# 塔薩加拉 (加利福尼亞州)
塔薩加拉（英語：Tassajara）是位於美國加利福尼亞州康特拉科斯塔縣的一個非建制地區。該地的面積和人口皆未知。

## 地理
塔薩加拉的座標為37°47′45″N 121°51′49″W / 37.79583°N 121.86361°W，而該地的平均海拔高度為216米（即709英尺）。